# Marvi Mazhar
Marvi Mazhar (geboren am 16. September 1984 in Karatschi) ist eine pakistanische Architektin und Kuratorin. Ziel ihrer Arbeit ist die Erhaltung und Reaktivierung sowohl von Stadträumen unter Bürgerbeteiligung als auch von historischer, regionaler Bausubstanz. Sie leitet das Architekturbüro Marvi Mazhar & Associates in Karatschi und ist seit 2018 Beraterin im pakistanischen Ministerium für allgemeine und berufliche Bildung und der Abteilung für nationale Geschichte und literarisches Erbe.

## Leben und Hochschulkarriere
Beide Eltern von Marvi Mazhar waren Ärzte am Marvi Medical Center in Lyari, einem Stadtteil von Karatschi. Ihre Mutter starb jung. Nach ihrem Schulabschluss im Jahr 2004 studierte Mazhar an der Indus Valley School of Art and Architecture (IVSAA), die sie 2009 mit einem Bachelor in Architektur verließ. Im dritten Studienjahr begann sie für das Büro von Yasmeen Lari, der ersten weiblichen Architektin Pakistans, zu arbeiten. Mazhar machte im Juli 2008 ein Praktikum bei Vastu-Shilpa Consultants unter der Leitung von Balkrishna Doshi. Sie erforschten und dokumentierten historische Planungsstrukturen und die multiethnische Kultur der Altstadt Ahmedabad in Indien.
Nach dem Masterabschluss im Fach World Heritage and Cultural Management an der Universität Turin im Jahr 2012 begann sie sich für den Erhalt des kulturellen Erbes Pakistans zu engagieren. Im Jahr 2021 schloss sie ihren zweiten Master im Fach Research Architecture an der Goldsmiths University of London ab. Ihre Masterarbeit hatte den Titel Ecological epistemologies of Karachi’s urban coastal infrastructure (Ökologische Epistemologien der städtischen Küsteninfrastruktur von Karatschi).
Mazhar Co-Gründerin des Architectural Design Research Lab (ADRL), das Teil der Indus Valley School of Art and Architecture ist; es ist ein Forschungslabor, das sich mit den Themenfeldern Architektur und Stadtplanung beschäftigt.
Seit 2014 ist Mazhar als Dozentin an Universitäten tätig, darunter an der Indus Valley School of Art and Architecture, wo sie den Studiengang Entwerfen betreut, sowie seit 2015 an der Dawood University of Engineering and Technology in Karatschi.

## Werk
2014 gründete sie ihr eigenes Architekturbüro Marvi Mazhar & Associates (MMA), das sowohl im Bereich der Bauforschung und Dokumentation, der städtebaulichen Revitalisierung als auch im Feld der Sanierung historischer Gebäude arbeitet.

### Arbeitsschwerpunkte
Das Büro bearbeitet Aufgaben des Städtebaus im Kontext der Sozialforschung. MMA beteiligt sich an unabhängigen Forschungsprojekten zu bürgerlichem Engagement und zur Interessenvertretung der Bewohner im Urbanen Raum. Mazhar untersucht, wie Städte in einer isolierten Struktur wie in einer Gated Community im Vergleich zu gemeinschaftlich gestalteten Quartieren wachsen können. Sie dokumentiert und erforscht die Funktionen historischer Viertel im Vergleich zu sich neu entwickelnden städtischen Räumen. Ihre Arbeit kombiniert visuelle Kultur, Advocacy und administrative Interventionen. Sie reagiert auf Umwelteinflüsse, Bedingungen der Region und der unmittelbaren Nachbarschaft eines Planungsgebietes. Mazhar legt ihren Fokus auf die Entwicklung von Ethik, Rehabilitation, Reparatur, Pflege und legt Wert auf interdisziplinäres Arbeiten. Sie setzt sich parallel mit Kultur, Wissenschaft und Politik auseinander. Das jeweilige Baugebiet bzw. der jeweilige Bauplatz mit seinen räumlichen und ökonomischen Bedingungen wird analysiert, um ökologische und dem Klima angepasste Konzepte zu finden. 
Mazhar folgt den Prinzipien regionaler Architektur. Sie bearbeitet sowohl Aufgaben des Hochbaus als auch Innengestaltungen und legt einen Schwerpunkt auf die Wiederherstellung historischer Gebäude.

### Sanierung der Cantt Station
Die non-profit Organisation Pursukoon Society beauftragte Marvi Mazhar 2013 mit der Renovierung der Colonial Railway Cantt Station in Karatschi. Mazhar plädierte dabei für die Wiederherstellung des Gebäudes in seinem originären Aussehen und in der ursprünglichen Struktur. Alte Farb- und Materialschichten ließ sie entfernen. In einem Interview mit der pakistanischen Tribune zitierte sie dazu Yasmeen Lari: „Du musst alle (neuen) Schichten entfernen, damit das Gebäude atmen kann.“
Mazhar arbeitete zunächst unentgeltlich für die Pursukoon Society, um die Machbarkeit ihres Konzeptes zu demonstrieren. Ihre Vorgehensweise stellte seit Jahren übliche Praktiken in Frage. Über mehrere Generationen waren bei den Sanierungen Bauteile wie Treppen und Unterdecken, Betonbauteile, neue Verkleidungen und Brüstungen eingezogen worden, ohne auf den historischen Bestand Bezug zu nehmen. In der Folge musste das Gebäude sehr stark maschinell klimatisiert werden und es gab Feuchteschäden. Nach dem Rückbau der Unterdecken, der Wiederherstellung der Fenster in den ursprünglichen Formaten und der Freilegung des Mauerwerks unter den zahlreichen, undurchlässigen Farbschichten und Bekleidungen zeigte sich, dass das Gebäude gut auf das regionale Klima angepasst war.
Das Team um Marvi Mazhar, bestehend aus Architekten, Künstlern und Bildhauern verhandelte die Eingriffe in das Gebäude sowie die Nutzungen immer wieder mit den Beteiligten. Unterschiedliche Nutzungen waren für das Gebäude vorgeschlagen worden: Cafés oder Geschäfte auf der Erdgeschossebene oder Bänke und Bäume auf einem Vorplatz. In den oberen Stockwerken schlug Mazhar mietbare Räume für freie Berufe vor, die so flexibel gestaltet werden sollten, dass sie sich dem jeweiligen Bedarf anpassen.
Nach Fertigstellung des Projekts ist das Gebäude geprägt durch die Mischung moderner und historische Elemente. Die Schalterbeamten sitzen auf Holzstühlen, die aus dem Lager des Bahnhofs gerettet und restauriert wurden. Die ursprünglichen Türen des Büros wurden von sieben Schichten Ölfarbe befreit und das Original-Türschloss repariert. Alte koloniale Fahrkartenautomaten wurden auf Hochglanz poliert. An ausgewählten Stellen ist noch heute sichtbar, wie das Gebäude über die Jahre behandelt wurde: 22 Schichten Farbe erinnern an die Fehler der Vergangenheit im Umgang mit dem Gebäude.
Aufgrund zögerlicher Finanzierung über Spendengelder und Zuschüsse der Provinzregierung verzögerte sich Projekt. Es startete im November 2013 und wurde 2015 abgeschlossen.

## Einsatz für das kulturelle Erbe Pakistans
“Heritage is the link between the past and the present and its preservation is not an easy task, nor can it be fulfilled by regulations alonepublic participation and support are the critical ingredients. This can be achieved by persuasion, monitoring, and awareness. Architecture is a social art, and its acceptance by the society is of paramount necessity.”

„Das kulturelle Erbe ist das Bindeglied zwischen der Vergangenheit und der Gegenwart, und seine Erhaltung ist keine leichte Aufgabe, die auch nicht allein durch Vorschriften erfüllt werden kann. Dies kann durch Überzeugungsarbeit, Überwachung und Sensibilisierung erreicht werden. Architektur ist eine soziale Kunst, und ihre Akzeptanz in der Gesellschaft ist von größter Bedeutung.“

### Nekropole Makli
Mazhar arbeitete von 2010 bis 2012 und erneut von 2013 bis 2014 für die Heritage Foundation Pakistan in Karatschi. Diese von Yasmeen Lari 1980 in Pakistan gegründete NGO ist eine soziale und kulturelle Organisation, die sich der Erforschung und Sicherung von Pakistans kulturellem Erbe verpflichtet hat. Mazhar wirkte bei der Erforschung und der Dokumentation der heiligen Orte in der Umgebung Maklis, einer zum Weltkulturerbe gehörenden Nekropole in Sindh, mit.

### PeaceNiche
Ab 2014 war Mazhar für zwei Jahre Direktorin bei PeaceNiche The Second Floor (T2F). Dort werden Räume für kulturelle Aktivitäten angeboten, um einen lebendigen öffentlichen Diskurs in der sich entwickelnden pakistanischen Zivilgesellschaft anzuregen. Zum Thema des öffentlichen Raumes als Austragungsort demokratischer Wandlungsprozesse wurde Marvi Mazhar im Jahr 2016 als Expertin zu einer 36-Stunden-Denkfabrik unter dem Thema Public Space: Fights and Fictions im Rahmen der Ausstellung Demo:Polis – Das Recht auf Öffentlichen Raum geladen. Die Veranstaltung war eine Kooperation zwischen der Akademie der Künste zu Berlin und dem Goethe-Institut. Im November 2016 nahm sie am International Forum on Cultural Management and Cultural Policy in München teil, das vom Goethe-Institut in Kooperation mit dem Kulturreferat Münchens veranstaltet wurde. Es war ein zehntägiges Treffen von Experten und Expertinnen mit Diskussionen und Ideenentwicklung unter dem Motto: „Creating international alliances, mastering challenges“.

### Pakistan Chowk Community Centre
Im Dezember 2016 gründete Marvi Mazhar das Pakistan Chowk Community Centre (PCCC). Ursprünglich war es ein öffentlicher Treff nahe des Pakistan Chowk, einem Platz in der Innenstadt Karatschis. Dieser Treff wurde während der COVID-19-Pandemie geschlossen und zu einer digitalen Plattform umfunktioniert. Es werden dort Interessenvertretungs- und Kulturprojekte initiiert.

### Citizens Archive of Pakistan und Karachi Biennale
2016 war Mazhar für zwei Jahre Projektmanagerin und Kuratorin des Citizens Archive of Pakistan (CAP) für das digitale National History Museum Lahore. Das CAP ist eine 2007 gegründete gemeinnützige Organisation, die schwerpunktmäßig in Sindh und im Punjab tätig ist. Dort werden u. a. Fotos aus Privatbesitz, Zeitungsausschnitte sowie weitere Objekte archiviert und aufgearbeitet, um Geschichte darzustellen. Die Tradition des Geschichtenerzählens wird so gestärkt und die Bedeutung dieser Erzählungen für die nationale Identität herausgestellt. Auf der Grundlage der gesammelten Zeugnisse werden Bildungsprogramme entwickelt.
Mazhar wirkte bei der Öffentlichkeitsarbeit der ersten Karachi Biennale mit, welche 2017 stattfand. Künstler und Künstlerinnen aus Pakistan und anderen Teilen der Welt waren eingeladen, sich mit dem Thema „Zeugenschaft“ auseinanderzusetzen.

### 15. Architekturbiennale Venedig
Das Deutsche Architekturmuseum (DAM) initiierte anlässlich seines deutschen Beitrags zur 15. Architekturbiennale Venedig Making Heimat. Germany, Arrival Country gemeinsam mit dem Goethe-Institut die Wanderausstellung Ankunftsstädte // Arrival Cities. Diese wurde vom Herbst 2018 bis zum Sommer 2019 in Boston, Prag, Lima, San Francisco, Caracas, Santiago de Chile, Marseille, Mumbai, Liverpool und Karatschi gezeigt. Die jeweiligen örtlichen Kuratorinnen und Kooperationspartner, so auch Marvi Mazhar, passten das Ausstellungskonzept an ihre Heimatstadt an und nahmen Ende 2019 am Abschlussworkshop im DAM teil. Sie präsentierten sich der Öffentlichkeit im Rahmen eines Pecha Kucha.

### Sachverständige im pakistanischen Ministerium und in Sindh
Seit 2018 ist Mazhar Beraterin des pakistanischen Ministeriums für allgemeine und berufliche Bildung und der Abteilung für nationale Geschichte und literarisches Erbe. Sie nimmt an Beratungssitzungen teil und wirkt bei Gesetzesentwürfen in Bezug auf das Erhalten des Erbes Pakistans mit. Im nationalen Komitee ICOMOS Pakistan engagierte sie sich als Schatzmeisterin.
2021 ernannte das Oberste Gericht von Sindh Mazhar zum Amicus Curiae, weil ihre laufende Forschung zum Thema Land reclamation and safeguarding coastal ecology ‚Landgewinnung und Sicherung der Küstenökologie‘ des urbanen Karatschi ein wichtiger Forschungsbestandteil war.

### South Asia Foundation
Mazhar ist Sekretärin der South Asia Foundation (SAF-Pakistan). SAF ist eine non-profit und non-political Organisation, die im September 2000 gegründet wurde und acht Länder Südostasiens umfasst: Pakistan, Afghanistan, Bangladesch, Bhutan, Indien, Malediven, Nepal und Sri Lanka. Ziel ist es, die regionale Zusammenarbeit und den Frieden durch Bildung und kulturellen Austausch aufrechtzuerhalten.

## Förderungen und Auszeichnungen
- 2016: Ernennung zum Mitglied der Lahore Conservation Society[4]
- 2016: Teilnahme am deutschen Beitrag auf der 15. Architekturbiennale Venedig in Zusammenarbeit mit dem DAM und dem Goethe-Institut
- 2018–19: Beitrag zur Wanderausstellung Ankunftsstädte/Arrival Cities, die in Boston, Prag, Lima, San Francisco, Caracas, Santiago de Chile, Marseille, Mumbai, Liverpool und Karachi gezeigt wurde
- 2021: Amicus Curiae am Obersten Gericht von Sindh, als Expertin zum Thema „Landgewinnung und Sicherung der Küstenökologie“
- 2022: Projekt Stories from the Coast vom British Council (PK) mit der Koel Gallery: Für Milaap von Marvi Mazhar, Abuzar Madhu und Swalay Muhammad, multidisziplinäre Arbeit zu den Auswirkungen des Klimawandels, Karatschi[25]
- 2022: Projekt Gender Ecologies vom British Council (UK): Understanding Indigenous Theory on the Environment through the Female Lens (Verständnis indigener Theorien über die Umwelt durch die weibliche Linse), Marvi Mazhar & Associates in Kooperation mit der Westminster University of London.[26]

## Bauwerke (Auswahl)
Abgeschlossene Neu- und Umbauten von Marvi Mazhar & Associates:
- ZJ Residence, Karatchi
- „Genesis“, Pharmaceutical Office, Karatschi
- Ensemble Salon, Karatschi
- Askari Apartment, Karatschi
- Moschee Kot Diji, Khairpur, Sindh
- Thyme Restaurant, Karatschi
- Danish Residence, Karatschi
- Lyari General Hospital Renovation, Karatschi
- Kasmani Residence Extension, Karatschi
- FM91 | Radio 1, DHQ
- N Corp Office Interior Architecture, Karatschi
- Pechs Girls School, Karatschi
- Farooq Motors, Karatschi
- Red Emperor Restaurant Interior Architecture, Karatschi
- Lalique Fine Crystal Jewelry Outlet, Karatschi
- F. Sheikh Residence, Karatschi
- S. Haque Residence Interior Architecture, Karatschi
- Dr. Sofia Residence, Karatschi
- Firms Mental Health Research Center, Karatschi
- Tahir A. Khan Residence, Karatschi

Projekte aus dem Bereich Kulturerbe (Dokumentation und/oder Restaurierung):
- Marriot Road, Old town, Karatchi

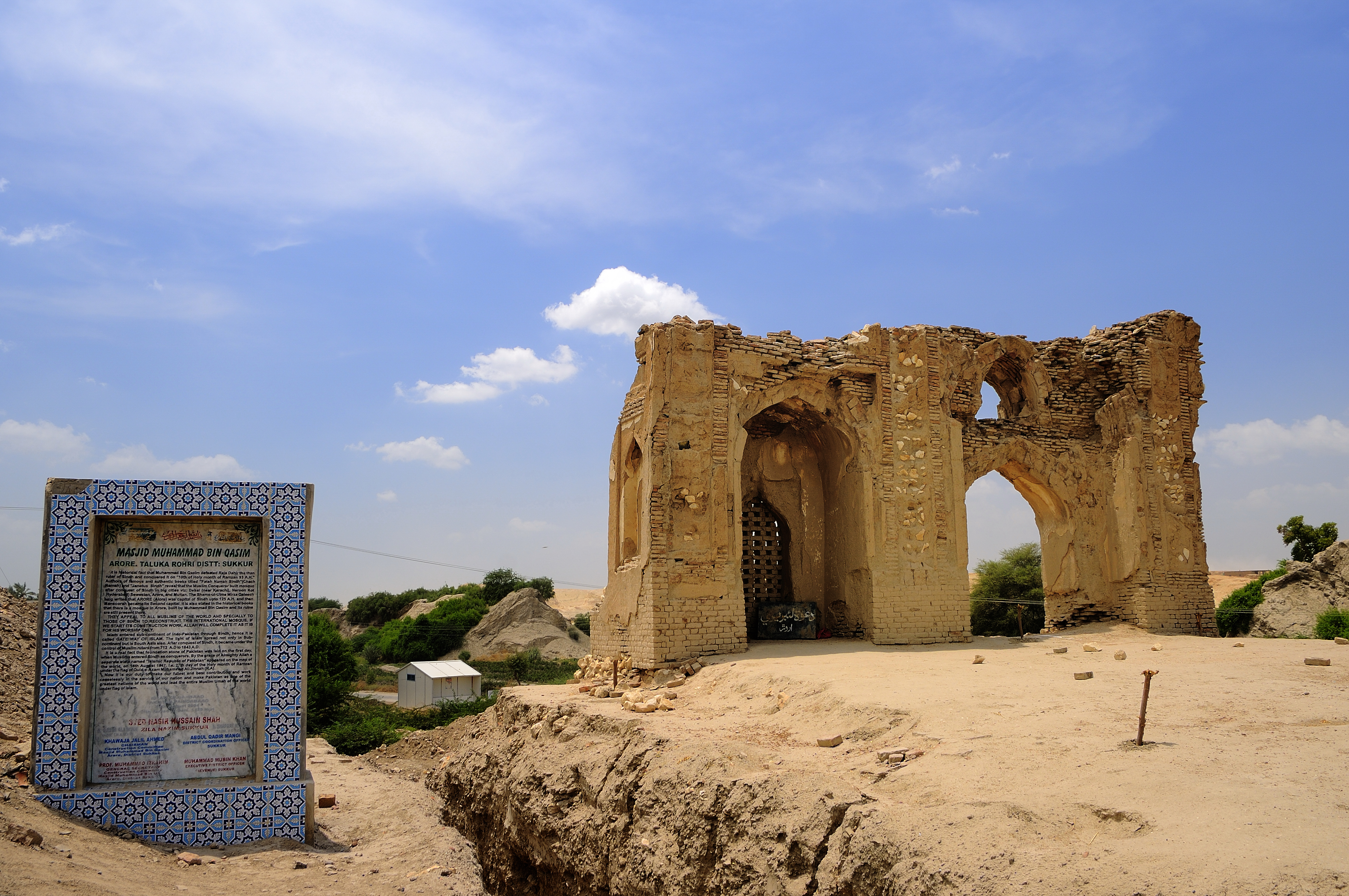
Muhammad bin Qasim Mosque, Arore Sukkur, Sindh (2010)

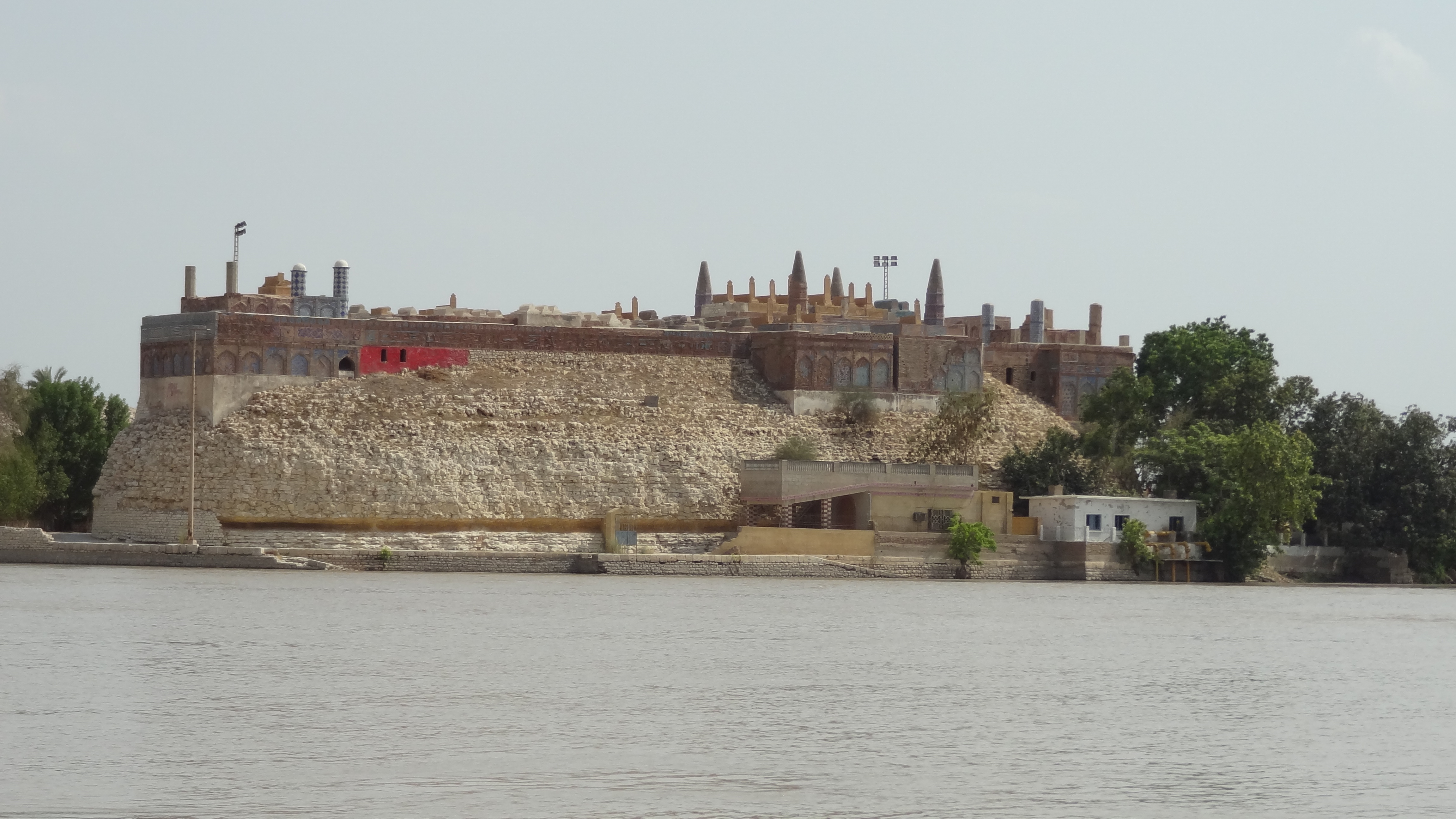
Dokumentation der Fliesen, Satyan-jo-than, Sukkhur, Sindh

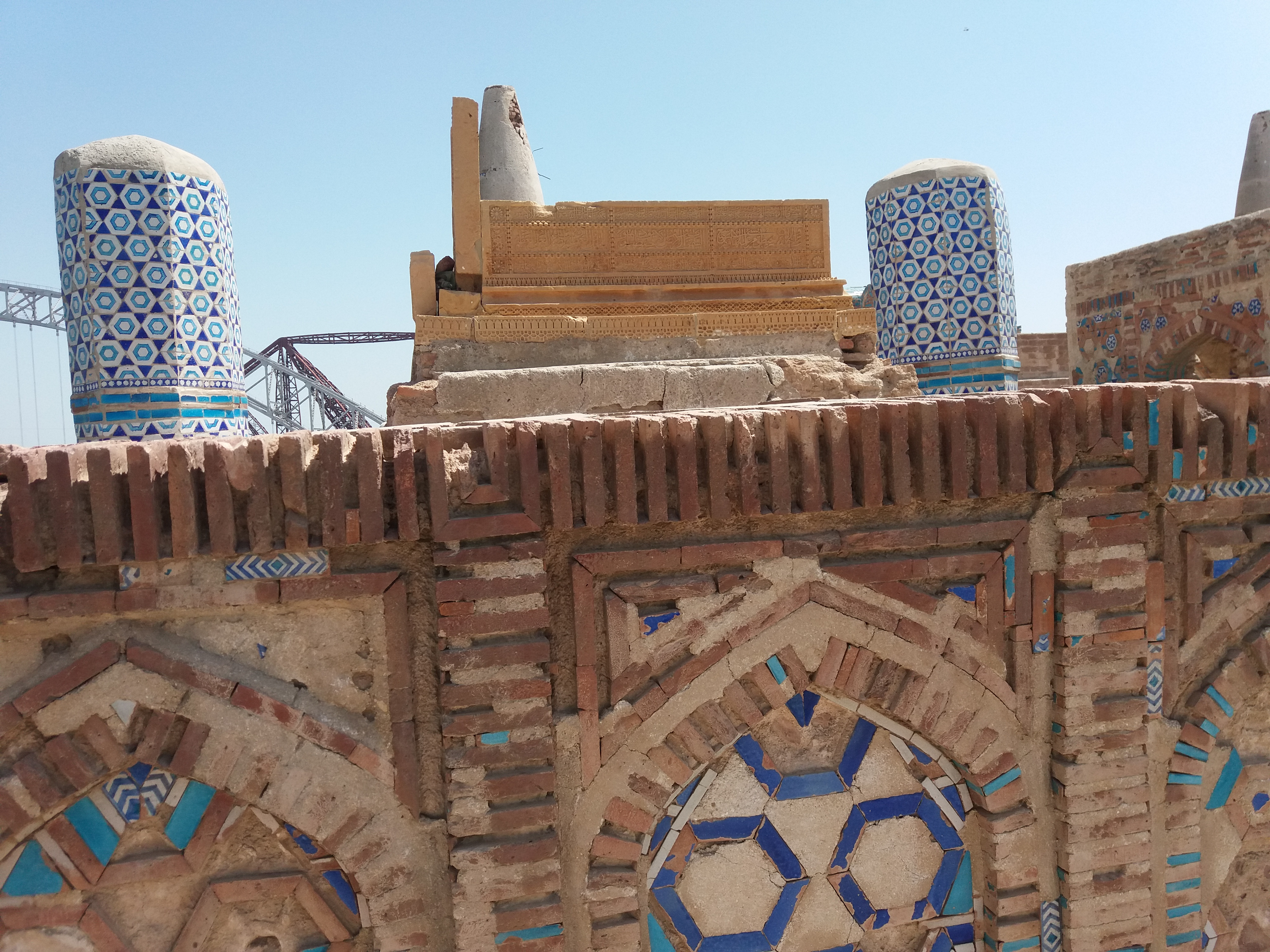
Dokumentation der Fliesen, Satyan-jo-than, Sukkhur, Sindh

- Banyan Tree Conservation Project, Karatchi
- Jamshed Memorial Hall, Karatchi
- Sindh Police Museum, Karatchi
- Odho Haveli, Jacobabad, Sindh
- Mosque at Kot Diji, Khairpur, Sindh
- Jufel Hurst School, Karatchi
- Sita Ram Building (J.M.B), Karatchi
- Muhammad bin Qasim Mosque, Arore Sukkur, Sindh
- Jufelhurst School Garden East, Karatchi
- Sobhraj Chetumal Terrace, Saddar, Karatchi
- Documentation Analysis Hyder Bux Jatoi, Hyderabad, Sindh
- Tilte-Documentation, Satyan-jo-than, Sukkur, Sindh
- Braganza House, Saddar, Karatchi
- RC 12/90-A, Ranchore Lines, Karatchi
- Documentation Analysis 15 to 17A Berth, East Wharf, KPT
- Tomb of Khatal Ud Din (Suhagan)
- Tomb of Shakarganj (Duhagan)
- Mir Hamam, Canal, Kot Digi, Khairpur, Sindh
- DIG House, Sukkur, Sindh
- Revenue Complex, Khairpur, Sindh
- NJV School, Saddar, Sindh
- Commissioner House, Sukkur, Sindh
- Lalan Building (Muharram Trust), Kharadar, Sindh
- Lucman Temple, Khairpur, Sindh
- Burnes Road, Karatchi
- Railwaystation Cantt, Karatchi, Sindh
- Heritage Bungalow für National Foods Private Ltd.
- Imam Bargah, Kot Diji, Khairpur, Sindh

## Veröffentlichungen
- mit Angelika Fitz, Elke Krasny (Hrsg.): Yasmeen Lari – Architecture for the Future. Katalog der Ausstellung im Architekturzentrum Wien vom 9. März bis 16. August 2023. MIT Press, Wien 2023, ISBN 978-0-262-54609-6 (englisch). Darin:
  - mit Elke Krasny: Material Ecologies: Building the Local. S. 58 ff., doi:10.7551/mitpress/15119.003.0008 (englisch).
  - mit Elke Krasny: The Architect as Humanitarian Worker. S. 96 ff., doi:10.7551/mitpress/15119.003.0011 (englisch).
  - Karachi: Neoliberal Infrastructural Decisions and Development Crisis. S. 183 ff., doi:10.7551/mitpress/15119.003.0020 (englisch).